# Yucheng (socken i Kina, Sichuan)
Yucheng (kinesiska: 虞丞乡, 虞丞) är en socken i Kina. Den ligger i provinsen Sichuan, i den sydvästra delen av landet, omkring 78 kilometer söder om provinshuvudstaden Chengdu. Antalet invånare är 5 540. Befolkningen består av 2 695 kvinnor och 2 845 män. Barn under 15 år utgör 15,0 %, vuxna 15-64 år 65 %, och äldre över 65 år 19,0 %.
Genomsnittlig årsnederbörd är 1 348 millimeter. Den regnigaste månaden är juli, med i genomsnitt 306 mm nederbörd, och den torraste är december, med 13 mm nederbörd.